# Koniec (American Horror Story)
„Koniec” (tytuł oryginalny: „The End”) – osiemdziesiąty piąty odcinek amerykańskiego serialu telewizyjnego American Horror Story. Zarazem jest to pierwszy odcinek ósmego sezonu, American Horror Story: Apokalipsa. Został wyreżyserowany przez Bradleya Bueckera, zaś jego scenariusz napisali Ryan Murphy i Brad Falchuk. Premiera odcinka odbyła się 12 września 2018 roku na antenie stacji telewizyjnej FX. W Polsce stacja Fox wyemitowała go po raz pierwszy dzień później.
„Koniec” zebrał w większości pozytywne recenzje. Ponadto, w dniu premiery był najpopularniejszym programem telewizji kablowej. Jednocześnie zanotował najniższą oglądalność spośród wszystkich pierwszych odcinków nowych sezonów serialu.

## Streszczenie fabuły
Gallant strzyże Coco St. Pierre Vanderbilt w salonie fryzjerskim. Niespodziewanie wszyscy otrzymują na telefon alarm o zbliżającym się do Los Angeles pocisku jądrowym. Ojciec Coco dzwoni do niej z Hongkongu, informując, że czeka na nią samochód, który zawiezie ją do mieszczącego czterech pasażerów prywatnego samolotu. Coco prosi swoją osobistą asystentkę, Mallory, by leciała z nią, a także dzwoni do męża, Brocka, z informacją o odlocie. Mężczyzna utyka w korku w pogrążonym w chaosie Santa Monica. Coco i Mallory docierają do samolotu, gdzie zjawia się również Gallant z babcią, Evie, otrzymując od Coco zgodę na wejście do samolotu. Cała czwórka odlatuje. Wkrótce okazuje się, że w samolocie nie ma pilotów. Pasażerowie obserwują wybuch jądrowy, doszczętnie niszczący Los Angeles.
Czterdzieści minut przed wybuchem bomby w domu Campbellów zjawiają się przedstawiciele Firmy, twierdząc, że nastoletni Timothy, ze względu na kod genetyczny, jest idealnym kandydatem do przeżycia. Agenci zabierają go do schronu, gdzie znajduje się już Emily. Dwa tygodnie później oboje zostają przetransportowani do podziemnego bunkra, gdzie poznają zarządzającą nim Wilheminę Venable. Kobieta informuje ich, że znajdują się w Placówce 3, czyli dawnej szkole dla chłopców, przemienionej przez Firmę w schronienie przed opadem promieniotwórczym. Pośród mieszkańców Placówki panuje podział na elitę Fioletowych i służących im Szarych, zaś ona sama nie należy do żadnej z grup, ale reprezentuje Firmę. Wszyscy Fioletowi są zobowiązani do noszenia fioletowych strojów, ponadto mają zakaz kontaktów seksualnych i opuszczania schronu.
Po wyjściu z kąpieli Timothy widzi na lustrze napis „666” i słyszy głos: „strzeż się, Timothy”. Później wraz z Emily idzie na kolację, którą jedzą z pozostałymi Fioletowymi: Gallantami, Coco, dawną prowadzącą talk-show, Dinah Stevens, jej synem Andre i jego partnerem Stu. Mallory jest Szarą. Na kolację zostaje podana kostka odżywcza, zaspokajająca wszelkie potrzeby pokarmowe. Wilhemina czyta list, który dotarł do Placówki za pośrednictwem pocztowego gołębia. Mieszkańcy dowiadują się, że są jedyną formą cywilizacji na Ziemi – reszta ludzi wymarła lub głoduje. Asystentka Venable, Miriam Mead, wykrywa dzięki licznikowi Geigera opad promieniotwórczy na ciałach Gallanta i Stu. Po przymusowym szorowaniu okazuje się, że Gallant jest czysty, a Stu nie, w związku z czym zostaje zastrzelony przez Miriam. 
Miriam potajemnie odwiedza Wilheminę w pokoju. Kobiety udają, że są Fioletowymi, i rozmawiają o wymierzaniu surowych kar. Miriam wyznaje, że w przypadku Stu celowo ustawiła licznik Geigera na maksimum. Podczas kolacji Fioletowi wyjątkowo otrzymują mięso. Andre jest przekonany, że jedzą Stu, choć Wilhemina temu zaprzecza. 18 miesięcy później świat zewnętrzny jest całkowicie wymarły, Fioletowi są znudzeni życiem w Placówce, Timothy i Emily żyją w sekretnym związku, zaś Venable ogłasza, że ich zapasy żywieniowe się kończą. Tymczasem do Placówki przyjeżdża w karecie przedstawiciel Firmy, Michael Langdon. Mężczyzna informuje Wilheminę, że dokona wyboru rezydentów, którzy zostaną przetransportowani do ostatniego pozostałego na Ziemi azylu.

## Obsada i bohaterowie
Obsada główna
- Sarah Paulson jako Wilhemina Venable
- Evan Peters jako Gallant
- Adina Porter jako Dinah Stevens
- Billie Lourd jako Mallory
- Leslie Grossman jako Coco St. Pierre Vanderbilt
- Cody Fern jako Michael Langdon
- Kathy Bates jako Miriam Mead

Obsada gościnna
- Billy Eichner jako Brock
- Kyle Allen jako Timothy Campbell
- Ash Santos jako Emily
- Erika Ervin jako Pięść
- Jeffrey Bowyer-Chapman jako Andre Stevens
- Dina Meyer jako Nora Campbell
- Travis Schuldt jako pan Campbell
- John Getz jako pan St. Pierre Vanderbilt
- Troy Winbush jako prezenter wiadomości
- Chad James Buchanan jako Stu
- Sean Blakemore jako agent Firmy
- Lesley Fera jako agentka Firmy
- Joan Collins jako Evie Gallant

W pozostałych rolach
- Aidan Bristow	jako Szary
- Juli Cuccia jako pani St. Pierre Vanderbilt
- Zane Danton jako Edward Campbell
- Seri DeYoung jako Szara
- Diana Tanaka jako pokojówka Esmeralda
- Jeff Wolfe jako kierowca Coco

Emma Roberts i Cheyenne Jackson są wymienieni w czołówce, ale nie występują.

## Nawiązania do serialu i popkultury
Postać Michaela Langdona pojawia się po raz pierwszy jako dziecko w pierwszym sezonie serialu, American Horror Story: Murder House. Tym samym jego obecność w „Końcu” stanowi pierwszy element zapowiadanego przez twórców serialu crossoveru pomiędzy nim a Sabatem, sezonem trzecim. W Murder House medium Billie Dean Howard (Sarah Paulson) mówi, że narodziny dziecka ducha i żywego człowieka stanowią zwiastun apokalipsy. Postać Michaela jest zatem zapowiadanym przez Billie Dean Antychrystem. W scenie jego przybycia do Placówki wykorzystano utwór „Tonight You Belong to Me” duetu Patience and Prudence – ten sam, który pojawił się w pierwszym i ostatnim odcinku Murder House.
„Koniec” jest pierwszym odcinkiem American Horror Story z udziałem Joan Collins. W swojej pierwszej scenie jej bohaterka, Evie, skarży się pomocy domowej na „spalony szampan”, co stanowi nawiązanie do słynnej sceny Collins z serialu Dynastia (1981–1989), w której Dominique (Diahann Carroll) skarży się Alexis (Collins) na spalony szampan. Otwierająca odcinek scena paniki przed wybuchem pocisku jądrowego nawiązuje do podobnej sceny z filmu Cudowna mila (1988), scena z napisem „666” – do filmu Omen (1976), zaś scena kanibalistycznej kolacji do The Rocky Horror Picture Show (1975). Z kolei wygląd Michaela i scena z przyjazdem karetą nawiązują do postaci Louisa (Brad Pitt) z filmu Wywiad z wampirem (1994).

## Recenzje
Według serwisu Rotten Tomatoes, 90% recenzji „Końca” spośród 30 zgromadzonych było pozytywne, zaś średnia ocen to 8,07/10. Strona podsumowała: „Wraz z «Końcem», AHS [American Horror Story] powraca w przerażającej formie, z odcinkiem pełnym niegodziwej zabawy, choć niestety pozbawionym czarownic, łączącym jak nikt inny części campowe, chaos i żującą scenerię Sarah Paulson”.
Daniel D’Addario z czasopisma „Variety” napisał: „W pierwszym odcinku nowego sezonu American Horror Story, zgodnie ze zwyczajem, okazuje się działać na nasze najskrytsze lęki, a lekarstwo, które nam proponuje, jest zaledwie dowcipnym odwróceniem uwagi”. Ron Hogan z serwisu Den of Geek ocenił: „Seriale Ryana Murphy’ego mają tendencję do dobrego startu i późniejszego obniżenia lotów, jednak myślę, że biorąc pod uwagę krótszy czas trwania sezonu (10 odcinków) i bardzo silną tematykę, uda mu się zaprezentować wspaniałą historię (...). Ale Apokalipsa, nawet jeśli się pogorszy, to zrobi to w stylu Murphy’ego – ze wspaniałą obsadą. Najlepsze przed nami”. Nick Venable z portalu CinemaBlend napisał: „Choć niewiele tu elementów crossoveru, premierowy odcinek zawierał wszystkie klasyczne znaki towarowe premierowych odcinków American Horror Story: wielkie gwiazdy, wielki śmiech, wielkie zaskoczenia i szokujące momenty”. Kevin Fallon z „The Daily Beast” nazwał Apokalipsę „najszaleńszą i najlepszą odsłoną” serialu od czasu sezonu trzeciego, Sabatu. Ed Power z „The Daily Telegraph” napisał: „Na podstawie pierwszej godziny można stwierdzić, że Apokalipsa będzie godnym następcą swoich poprzedników. Twórcy zaserwowali nam głupiutki i upiorny suflet, balansujący między przerażającym a zabawnym, ale nigdy nie mniej niż ekcytującym”.
Lindsey Romain z serwisu Nerdist oceniła: „Jeśli Apokalipsa będzie się trzymała tego poziomu, może się okazać najrozkoszniejszym sezonem serialu”. Brian Moylan z portalu Vulture napisał: „Choć nie do końca tego się spodziewaliśmy, był to jeden z najsilniejszych pilotów w historii American Horror Story. Jasno postawił oczekiwania wobec sezonu, przedstawił nam wyśmienite postacie, zachował świetny balans pomiędzy momentami strachu i campem, a ponadto zaprezentował wspaniały nastrój”. Kelly Lawler z „USA Today” oceniła, że wraz z Apokalipsą serial powraca do dobrej formy po kilku słabszych sezonach, a twórcy odzyskują kreatywność. Podobnie wypowiedziała się Laura Bradley z „Vanity Fair”: „Ze swoim campowym podejściem i rozkosznie absurdalną estetyką, premierowy odcinek stanowi zadowalający powrót do formy. Miejmy nadzieję, że reszta sezonu nie zepsuje tego wrażenia”. Ben Travers z portalu IndieWire napisał: „[American Horror Story] zaczął się świetnie, by potem obniżyć loty, jednak Apokalipsa, dostarczając prostych przyjemności, zapowiada się obiecująco”. Sadie Gennis z „TV Guide” nazwała seans odcinka „zabójczo dobrze spędzonym czasem”.
Negatywną recenzję wystawił Spencer Kornhaber z „The Atlantic”. Krytyk ocenił, że ósma odsłona American Horror Story zapowiada się na „najgłupszą” w historii i dodał: „Największy problem leży w tym, że Murphy i Falchuk wychodzą z założenia, iż wysuszając Ziemię i kierując się pod jej powierzchnię, są w stanie skonstruować nowy, spójny świat, działający według ich smaku i wyobraźni. Jego zasoby okazują się jednak być równie jałowe i wysuszone, jak Kalifornia podczas zimy nuklearnej”. Molly Horan z „The A.V. Club” nazwała podjętą postapokaliptyczną tematykę „przestarzałą”. Daniel Fienberg z „The Hollywood Reporter” napisał: „Nic w tym odcinku (...) nie było ani przerażające, ani szokujące. Chyba po raz pierwszy odnoszę takie wrażenie po premierze nowej odsłony AHS (...). Gdybym miał opisać gatunek tego sezonu, nie nazwałbym go horrorem o końcu świata. Raczej byłaby to parodia filmów o końcu świata w wykonaniu Simpsonów, siedmiominutowa historia ze Strasznego domku na drzewie, rozciągnięta na cały sezon”.

## Oglądalność w Stanach Zjednoczonych
Podczas premierowej emisji w Stanach Zjednoczonych, która odbyła się 12 września 2018 roku o godzinie 22, „Koniec” obejrzało 3,081 miliona widzów. Jest to najniższy wynik spośród pierwszych odcinków wszystkich dotychczasowych ośmiu sezonów serialu, a także spadek o 17,5% w stosunku do „Nocy wyborów” – premierowego odcinka poprzedniego sezonu, Kultu. Pod względem oglądalności był to trzeci pod względem popularności program dnia i czternasty pod względem popularności program tygodnia (10–16 września) w obrębie telewizji kablowej. Wyższy wynik osiągnęły wyłącznie transmisje sportowe i informacyjne.
Sumując widzów podczas premierowej emisji i tych, którzy odcinek obejrzeli tego samego dnia poprzez PVR, liczba widzów wyniosła 3,098 miliona. Łączna oglądalność (premiera plus PVR) w przeciągu trzech dni po transmisji wyniosła 5,7 miliona ludzi, zaś w przeciągu siedmiu dni – 6,264 miliona. Żaden inny program telewizji kablowej nie zanotował w tygodniu od 10 do 16 września tak wysokiej oglądalności (premiera plus PVR). Z kolei sumując oglądalność transmisji premierowej i powtórek, łączna oglądalność przez pierwsze trzy dni wyniosła 7,8 miliona osób. Tym samym jedynym serialem telewizji kablowej, który w 2018 roku zanotował wyższą oglądalność niż American Horror Story, są Żywe trupy.
W docelowej grupie wiekowej 18–49 premierową transmisję oglądało 1,856 miliona osób, co przełożyło się na wskaźnik AMR na poziomie 1,5. Pod względem udziału był to najpopularniejszy program dnia i piąty pod względem popularności program tygodnia (wyższy wynik osiągnęły wyłącznie transmisje sportowe). Dodając do tego widzów z PVR, premierową emisję „Końca” obejrzało w grupie 18–49 przez pierwsze trzy dni 3,5 miliona ludzi. W podsumowaniu łącznej oglądalności (premiera plus PVR) od 10 do 16 września wskaźnik AMR w grupie 18–49 wyniósł 3,0, co także było najwyższym wynikiem tygodnia (drugi w rankingu Mayans MC osiągnął AMR na poziomie 1,9). W tej grupie wiekowej, podobnie jak pośród wszystkich widzów, American Horror Story jest drugim pod względem oglądalności serialem telewizji kablowej roku po Żywych trupach.